# Domaine d'holomorphie
En mathématiques et plus précisément en  analyse complexe à plusieurs variables, on dit qu'un domaine {\displaystyle D\subset \mathbb {C} ^{n}} (i.e. un ouvert connexe), est un domaine d'holomorphie s'il existe une fonction {\displaystyle f} analytique dans {\displaystyle D} et non prolongeable ailleurs. 
Dans le cas particulier des domaines plans, cette propriété est triviale.
Mais ce n'est plus vrai dans le cas général comme l'explicite le théorème de Hartogs : il suffit par exemple de considérer {\displaystyle D=\mathbb {C} ^{n}\backslash \{0\}} dans lequel toute fonction analytique se prolonge nécessairement à l'espace {\displaystyle \mathbb {C} ^{n}} tout entier. 
Un domaine {\displaystyle D} qui n'est pas un domaine d'holomorphie admet une extension holomorphe {\displaystyle G}. Si de plus {\displaystyle f} est holomorphe dans {\displaystyle D}, alors son prolongement à {\displaystyle G} ne peut prendre que des valeurs déjà prises sur {\displaystyle D}.

## Généralités
Domaine d'holomorphie
Un ouvert {\displaystyle D} connexe de {\displaystyle \mathbb {C} ^{n}} est un domaine d'holomorphie s'il n'existe aucun couple d'ouverts  {\displaystyle (D_{1},D_{2})} vérifiant les propriétés suivantes :
1. {\displaystyle \emptyset \neq D_{1}\subset D_{2}\cap D},
2. {\displaystyle D_{2}} est connexe et n'est pas contenu dans {\displaystyle D},
3. Pour toute fonction {\displaystyle f} holomorphe dans {\displaystyle D}, il existe une fonction {\displaystyle f_{2}} holomorphe dans {\displaystyle D_{2}} (pas nécessairement unique) telle que {\displaystyle f=f_{2}} sur {\displaystyle D_{1}}.

Un polydisque ou plus généralement un produit de domaines plans est un domaine d'holomorphie.
Théorème
Soit {\displaystyle \{D_{i}\}_{i}} une famille de domaines d'holomorphie et {\displaystyle G} leur intersection. Alors toute composante connexe de l'intérieur {\displaystyle {\overset {\circ }{G}}} est un domaine d'holomorphie.

## Domaines holomorphiquement convexes
Enveloppe d'holomorphie
L'enveloppe holomorphiquement convexe d'un ensemble {\displaystyle M} d'un domaine {\displaystyle D\subset \mathbb {C} ^{n}} (i.e un ouvert connexe), ou plus généralement d'une variété complexe {\displaystyle D} est par définition :
{\displaystyle {\hat {M}}_{{\mathcal {O}}(D)}=\{z\in D:|f(z)|\leq \sup _{M}|f|;\;\forall f\in {\mathcal {O}}(D)\}.}

### Propriétés
Soit {\displaystyle K\Subset D} un compact. On a les propriétés suivantes :

#### Propriété 1
{\displaystyle {\hat {K}}_{{\mathcal {O}}(D)}} est un fermé de {\displaystyle D} contenant {\displaystyle K}. De plus,
{\displaystyle \sup _{\hat {K}}|f|=\sup _{K}|f|;\;\;\forall f\in {\mathcal {O}}(D)}.
C'est-à-dire, 
{\displaystyle {\hat {\hat {K}}}_{{\mathcal {O}}(D)}={\hat {K}}_{{\mathcal {O}}(D)}}.

#### Propriété 2
Si {\displaystyle \varphi :D\rightarrow D'} est une application holomorphe entre deux domaines et {\displaystyle K\Subset D} une partie compacte alors :
{\displaystyle \varphi \left({\hat {K}}_{{\mathcal {O}}(D)}\right)\subset {\hat {\varphi \left(K\right)}}_{{\mathcal {O}}(D)}}.
En particulier,
{\displaystyle D\subset D'\Longrightarrow {\hat {K}}_{{\mathcal {O}}(D)}\subset {\hat {K}}_{{\mathcal {O}}(D')}\cap D}.

#### Propriété 3
{\displaystyle {\hat {K}}_{{\mathcal {O}}(D)}} est la réunion de {\displaystyle K} et des composantes connexes de {\displaystyle D\backslash K} relativement compactes. Ceci découle principalement du principe du maximum.

### D'autres classes de fonctions
Il peut s'avérer utile d'étudier l'enveloppe {\displaystyle F}-convexe d'un compact {\displaystyle K\Subset D} relativement à une sous-classe {\displaystyle F\subset {\mathcal {O}}(D)} de fonctions holomorphes. On la note alors {\displaystyle {\hat {K}}_{F}}.
Par exemple si {\displaystyle F} désigne l'ensemble des fonctions linéaires, on retrouve l'enveloppe convexe au sens géométrique.
Si {\displaystyle F={\mathcal {O}}(\mathbb {C} ^{n})}, on appelle {\displaystyle {\hat {K}}_{{\mathcal {O}}(\mathbb {C} ^{n})}} l'enveloppe polynomiale convexe. On peut également définir l'enveloppe rationnelle convexe de la même manière.
Propriété
Si {\displaystyle F\subset F'\subset {\mathcal {O}}(D)} alors {\displaystyle {\hat {K}}_{F'}\subset {\hat {K}}_{F}}.
Sans précision, on considère l'enveloppe holomorphiquement convexe par rapport au domaine.

### Caractérisation
Domaine holomorphiquement convexe
On dit qu'un domaine {\displaystyle D} est holomorphiquement convexe si :
{\displaystyle K\Subset D\Longrightarrow {\hat {K}}_{{\mathcal {O}}(D)}\Subset D}.
Remarque
Un domaine {\displaystyle D} est holomorphiquement convexe si et seulement s'il existe une suite {\displaystyle \{K_{n}\}_{n}} de compacts dans {\displaystyle D} tels que :
- {\displaystyle D=\bigcup _{n}K_{n}},
- {\displaystyle {\hat {K_{n}}}=K_{n}} pour tout n,
- {\displaystyle K_{n-1}\subset {\overset {\circ }{K_{n}}}}

Propriété
Si {\displaystyle D} est un domaine d'holomorphie et {\displaystyle K\Subset D} alors :
{\displaystyle dist(K,\partial D)=dist({\hat {K}},\partial D)}.
Théorème
Un domaine est un domaine d'holomorphie si et seulement s'il est holomorphiquement convexe.
Comme application, tout domaine géométriquement convexe est un domaine d'holomorphie.
Un domaine de Reinhardt est un domaine d'holomorphie si et seulement s'il est domaine de convergence d'une série entière.